# Vodafone Park
Vodafone Park je stadion tureckého fotbalového týmu Beşiktaş JK. První zápas byl odehrán 11. června 2016 mezi Beşiktaş a Bursaspor. Stadion vznikl na místě dřívějšího stadionu BJK İnönü Stadium, který byl kvůli výstavbě stržen. Kapacita stadionu je přibližně 43 500 návštěvníků, nicméně původně bylo plánováno, že bude pouze pro 41 903. Náklady na výstavbu dosáhly 110 miliónů eur.